# آبجدان ملموليل (آبجدان)
آبجدان ملموليل (بالفارسية: ابژدان ملمولیل) هي قرية تقع في إيران في محافظة خوزستان. يقدر عدد سكانها بـ 134 نسمة بحسب إحصاء 2016.